# Делегатские собрания
Делега́тские собра́ния (женские собрания) — выборные женские комиссии, создававшиеся при секциях городских и сельских советов в СССР в 1920-е годы. Делегатки знакомились с принципами социалистического строительства, получали навык работы в государственных учреждениях и участвовали в общественно-политической деятельности. Форма проведения заседаний определялась Отделом по работе среди женщин ЦК. Делегатство было одной из форм привлечения женщин к работе в рамках советских учреждений, крестьянских хозяйств и профсоюзного движения.

## История
Первые собрания, организовывавшиеся по инициативе К. Н. Самойловой и И. Ф. Арманд, стали появляться во второй половине 1919 года с образованием Отдела по работе среди женщин. Делегатство признавалось «школой общественной деятельности», формой политического и идеологического воспитания. Государство рассматривало женские комиссии прежде всего как средство борьбы с саботажем и возможными забастовками. На крупном производстве делегатские собрания создавались собственными большевистскими организациями. Работницы мелких предприятий объединялись в комиссии при райкомах и клубах.
На первых порах делегатство было личной инициативой работниц женотделов. Активистки не получали за свою работу доплат, за исключением домохозяек и домработниц, которым выплачивалось специальное пособие. Многие зачастую отказывались от избрания, поскольку вели домашнее хозяйство и были заняты на производстве. На государственном уровне признание делегатского движения было закреплено постановлением VIII Всероссийского съезда Советов 28 декабря 1920 года «О привлечении женщин к хозяйственному строительству» и постановлением Малого Совнаркома 11 апреля 1921 года «О привлечении работниц и крестьянок к работе в советских учреждениях». На основании циркуляра СНК РСФСР от 7 апреля 1922 года осуществлялось прикрепление собраний к секциям городских советов, кооперативов и профсоюзов. Были введены единая карточка и анкета для учёта делегаток.
Женские собрания зарекомендовали себя в кампании против самогонокурения, которая развернулась в 1923—1925 годах. Активистки «делали обыски, работали по сбору сельхозналога и земссуды». В середине 1920-х годов делегатские собрания, занимающиеся обсуждением налоговой политики и землепользования, стали самовольно возникать на селе, и ЦК был вынужден ограничивать их распространение. Очередное положение, разработанное центральным женотделом, отмечало возможности их «подпадания под чуждое партии влияние». Предписывалось избирать в члены комиссий представителей беднейших слоёв населения деревни: одиноких вдов, батрачек и сезонных работниц. Для привлечения крестьянских масс использовались агитация и художественная инсценировка.
К концу 1920-х годов партийный контроль за деятельностью делегатских собраний постепенно усилился. Ответственными за работу среди женщин всё чаще стали назначаться члены комсомола и работники партии, в том числе, мужчины. Со временем специфика делегатских собраний перестала приниматься во внимание, и они начали выступать с общегражданских позиций. Активность женщин стала направляться на решение задач развития промышленности и сельского хозяйства. В 1929 году решением ЦК РКП(б) женотделы были ликвидированы, а их функции переданы партийным организациям.
Последние выборы в делегатские собрания прошли в 1931 году, а с 1933 года они окончательно перестали созываться.

## Устройство

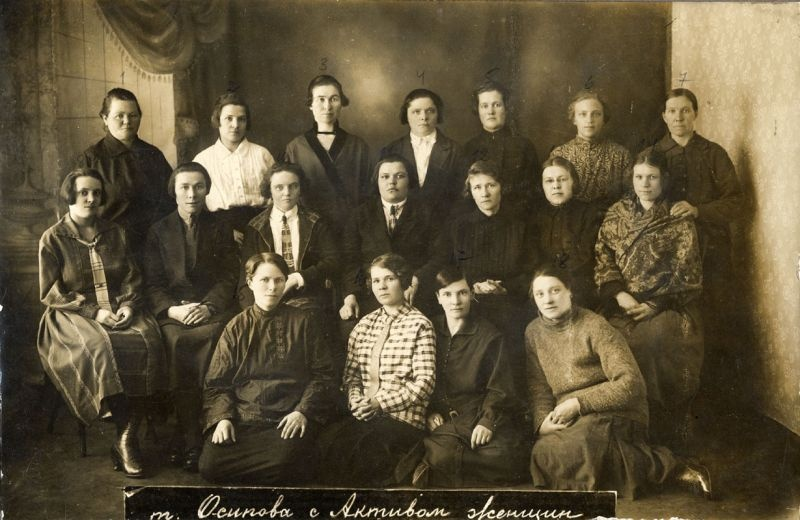
Касимовский женотдел. Актив женщин-делегаток (1926)

Деятельностью комиссий руководили специальные организаторы. Численность собраний чаще всего варьировалась от 100 до 500 участниц, а самые крупные заседания проводились в Петроградской и Московской губерниях, где они насчитывали около 2000 человек. Средний возраст участниц составлял от 18 до 48 лет. Сельские и волостные собрания организовывались по социальному признаку и включали в свой состав батрачек, работниц, кустарок, колхозниц.
Выборы делегатских собраний («дни делегаток») первоначально проходили в разные сроки. Начиная с осени 1923 года Отделом по работе среди работниц и крестьянок ЦК было решено проводить голосование в сентябре, в сельской местности — после окончания полевых работ. Первоначально женщины избирались на общих собраниях по одной от 50 человек из числа городских и сельских тружениц; с 1922 года — по одной от 25 человек; с 1925 года — по одной от 10 человек и по одной от 100 советских служащих; с 1926 года — по одной от 5 работниц и по одной от 10 крестьянок с преимущественным правом вступления батрачек; с 1927 года — по одной от 10, 5 или 3 тружениц, в зависимости от численности рабочих на предприятии. Срок избрания делегаток постепенно увеличивался, и к 1923 году достиг одного года. Как правило, их перевыборы не производились, но на практике допускались в крестьянской среде — в 1929 году повторно было избрано 18 % активисток. В обсуждении кандидаток принимали участие приглашённые мужчины.
В делегатские собрания, как правило, избирались женщины, которые считались наиболее отсталыми в культурном и политическом отношении, но стремились к участию в общественно-политической деятельности. ЦК ВКП(б) считал не целесообразным включать в состав собраний партийных и комсомольских работников. Тем не менее, небольшая часть кадров (порядка 1—3 %) направлялась в женские комиссии для осуществления партийного контроля. В восточных районах, где было мало работниц и существовали нормы шариата, основной формой активности стали женские клубы. Первый из них появился в 1920 году в Баку.

## Деятельность
Работа делегатских собраний распределялась на «теоретическую» и «практическую» части. На заседаниях, которые в среднем проводились не чаще двух раз в месяц, заслушивали доклады на общеполитические темы и читали отчёты. Резолюции собраний, содержащие конкретные предложения и указания, планировалось направлять партийному секретарю или непосредственно в комитет. Программа и тематика заседаний прописывались ЦК РКП(б) и доводились до губженотделов, которые непосредственно отвечали за обучение делегаток. Так, в 1921 году большое внимание уделялось помощи голодающим. В целях повышения интереса к теоретической работе В. А. Мойрова, работница центрального женотдела, предлагала включать в повестку собраний вопросы естественно-научного характера.
Общий план деятельности комиссий был изложен Н. К. Крупской в журнале «Коммунистка», — главном печатном органе женотдела ЦК РКП(б):
1) делегатки знакомятся с принципами советского строительства путем лекций, докладов, выработанных каждым отделом для себя;
 2) знакомятся с техническим построением Центрального учреждения, через доклад или доклады, смотря по величине учреждения, и обход учреждения;
 3) делегатки разбиваются на группы, переходя из отдела в отдел данного учреждения, знакомятся с ним наглядно и путем докладов, присутствием на коллегиях и проч.;
 4) после знакомства со всеми отделами и самим учреждением делегатки распределяются по отделам, где они детально знакомятся с ними.

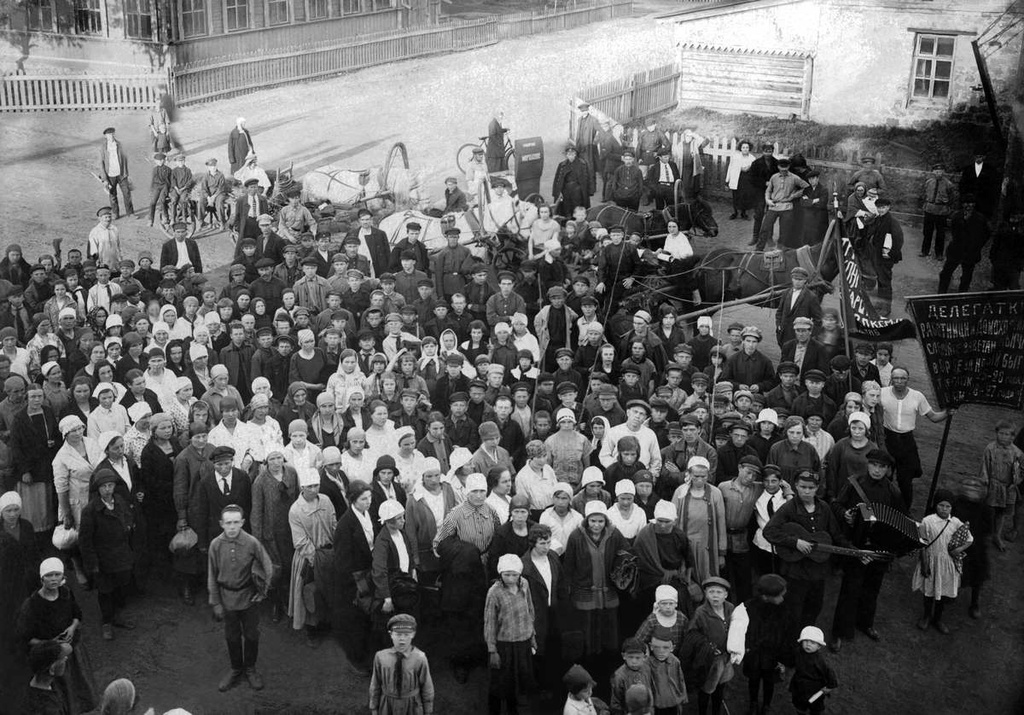
Экскурсия женщин женотдела железнодорожного райкома ВКП(б) (1927)

Содержание учебных практик соответствовало актуальным партийным задачам. В первые годы после Октябрьской революции женщины проходили практику в Советах. После IX съезда РКП(б) активисток стали направлять на производство. Так, в 1924 году в городских профсоюзных органах было занято 55 % общего числа делегаток, из них в кооперации — 11 %, в советах 34 %; в деревне в сельские профсоюзы было командировано 25 % активисток, в кооперации — 12 %, в советах 63 %.
Во время экскурсий женщины посещали предприятия, суды, музеи и типографии. Делегатки должны были выявлять недостатки в работе производственных отделов, помогать устранению проблем и обсуждать результаты своей деятельности на собраниях. В секциях с целью улучшения показателей проводились различные соревнования. Помимо этого, активистки участвовали в различных политических кампаниях: субботниках, организации помощи Красной армии. Многие практикантки собирали средства для школ и детских домов, работали в лазаретах и госпиталях. В сельской местности делегатки активно участвовали в общественно-хозяйственных мероприятиях: ликвидации безграмотности, кооперативном движении, работе сельских советов, комитетов крестьянской взаимопомощи и изб-читален.
Годовая работа комиссий завершалась коллоквиумом по изученному теоретическому и практическому материалу и выпускным вечером, на котором премировались лучшие активистки.

## Критика
В 1921 году в журнале «Коммунистка» сообщалось, что в ряде губерний собрания созываются не систематически. Делегаткам плохо разъяснялись их обязанности — часты были случаи, когда женщины на предприятиях выполняли мелкие поручения и использовались в качестве курьеров и уборщиц. Зачастую практикантки использовали поездки для личных целей — отдыха и осуществления покупок. Дополнительные трудности возникали в связи с отдалённостью мест обучения и невозможностью обеспечения делегаток питанием, поскольку активистки были закреплены за заводскими столовыми. Заведующая женотделом С. Н. Смидович, выступая с докладом на XI съезде РКП(б), высказывала претензии к партии большевиков, не считавшей нужным уделять просветительской работе среди женщин особое внимание.

## В культуре
- С 1918 года в советской прессе стали появляться статьи В. И. Ленина, И. Ф. Арманд, А. М. Коллонтай, Н. К. Крупской, посвящённые женскому вопросу. В начале 1920-х годов начали издаваться специализированные журналы для женщин («Коммунистка», «Крестьянка», «Работница», «Делегатка»), где печатались заметки о жизни и деятельности активисток[22].
- Делегатка изображена на одноимённой картине Г. Г. Ряжского (1927)[22].
- В 1928 году Владимир Маяковский написал стихотворение «Привет делегатке»:

Идут

        от станков,

                           от земли и от кадок,

под красный платок

                                  заправляя прядь.

Сотни тысяч

                     баб-делегаток

выбраны

               строить и управлять....